# 逃げ上手の若君
『逃げ上手の若君』（にげじょうずのわかぎみ）は、松井優征による日本の漫画。『週刊少年ジャンプ』（集英社）において、2021年8号から連載中。単行本1〜19巻までの累計発行部数は2025年1月29日時点で450万部を突破している。

## 概要
『暗殺教室』終了以来、約5年ぶりとなる松井の連載作品。鎌倉時代から室町時代にかけて、北条時行の生涯を描く歴史漫画である。足利尊氏によって鎌倉幕府が滅ぼされ、北条家の一族郎党が次々と死を選ぶ中、高氏の手から逃げ延び諏訪頼重らとともに再起を期す時行の物語が展開される。戦って死ぬことこそが武士の誉れとされた時代において、敵から逃げることで英雄となった時行の生涯を、史実をもとに描いている。
第1話は『週刊少年ジャンプ』の2021年8号に掲載されたが、その際に「駆け出す！ 史上最も逃げ上手の英雄!!」「史実スペクタクル逃亡譚」などのキャッチコピーが掲載された。また「逃げ若」との略称も掲載された。連載開始時、北条時行や南北朝時代を題材としたことが反響を呼び、時行本人についても話題となった。第1話から第3話がボイスコミック化され、YouTubeにて公開された。
連載誌には、漫画本編の後に中世史家の本郷和人によるコラム風の読み物ページ『解説上手の若君』が掲載されており、南北朝時代の歴史や風習などが解説され、単行本にも再録される。
本作から松井の作画がフルデジタル化した。鎧や武具の作画コストなどで松井は連載準備段階から第四話までの原稿料程度の私費を投じた。松井は本作で様々な分野のアーティストやプロフェッショナルとコラボレーションすることを行っていきたいとしており、鎧の3DGCモデリングをはじめ筆書、着物柄、水墨画、単行本装丁などを外注しており、単行本全巻の巻末にはスペシャルサンクスとして制作スタッフの名前が挙げられている。
2022年、「全国書店員が選んだおすすめコミック2022」にて第8位にランクイン。2023年、第69回小学館漫画賞を受賞。

## あらすじ
時は1333年、鎌倉幕府の後継者である少年・北条時行は、武士としての取り柄を持っておらず、武芸の稽古からも逃げ続ける日々を送っていた。しかし、後醍醐天皇と内通した御家人・足利尊氏の突然の謀反により、鎌倉幕府は滅亡する。故郷も家族も全て失い、一人生き残った時行は信濃国の神官・諏訪頼重に保護される。頼重は未来が見えると言い、時行が「2年後に天を揺るがす英雄となる」と予言する。時行は誰よりも逃げ隠れ、生き延びる才能に秀でていた。潔く死ぬことが名誉とされた時代において、自らに降りかかる過酷な運命を「逃げ」で切り開いていく英雄譚の始まりである。
頼重の根拠地である信濃国諏訪へ落ち延びた時行は、頼重の指導の下、同年代の郎党「逃若党」と共に仇敵・尊氏を打倒し天下を取り戻すべく力を蓄えていく。諏訪大社の稚児・“長寿丸”として素性を偽る時行だが、彼の前に北条残党を捜索する信濃守護・小笠原貞宗が立ちはだかる。当代随一の腕前である貞宗の弓術に惹かれた時行は、正体を隠しつつ技術を盗むことを試みる。犬追物の場で時行と貞宗の弓矢対決が実現し、時行は窮地に陥るも、逃げながらの後方射撃を編み出したことで逆転勝利を収める。貞宗との探り合いを経る中で風間玄蕃が仲間になる。
1334年初冬、諏訪領北の国境にある集落へ偵察に出向いた時行達は、二刀使いの軍師・吹雪に出会う。逃若党は村を侵略する悪党集団「征蟻党」と交戦、吹雪から伝授された秘技で敵の首領・瘴奸を打ち破り村の防衛に成功する。同じ頃、時行は頼重が一時的に失った神力を取り戻す過程で、頼重の娘である逃若党の執事・雫の持つ神秘的な力を体験する。
同年春、国司・清原信濃守の圧政に耐えかねた北信濃の保科弥三郎が反乱の兵を挙げる。被害を抑える命を受けた時行達は戦場に赴き、死を覚悟する武士達を説得。逃若党の副将・弧次郎の奮戦もあり、国司軍から保科を逃がすことに成功した。その後、貞宗に正体を怪しまれた時行は守護館に呼び出され、一対一の舌戦に臨む。執拗な追及から時行を助けたのは、逃若党の便女・亜也子の芸才だった。一方、鎌倉では尊氏の弟・足利直義率いる関東庇番が街の復興を進め、新たな統治者として君臨していた。
1335年3月、帝の綸旨を受けた国司・守護連合軍と親北条派の抵抗勢力が北信濃で激突する動乱が発生。天下を取り戻す前哨戦として始まったこの戦に、時行は複数の戦場を駆け回る伝令役として参加。諏訪神党三大将をはじめとする味方勢力と交流を深める。いよいよ時行の決起が迫る中、神職を引き継いだ頼重の孫・諏訪頼継は、祖父に関心を向けられる時行に嫉妬するが、互いの本音をぶつけ合ったことでわだかまりは解ける。同年6月、諏訪に時行の叔父・北条泰家が現れる。泰家は大乱の実行に向けて頼重と協議を進めるが、足利方の忍集団「天狗衆」が諏訪を監視していた。天狗衆の追及を躱すため、時行は泰家と共に密かに京の都へ向かう。時行たちは佐々木道誉の娘・魅摩と友人になり、楠木正成から逃げの極意を学び得る。そして尊氏を暗殺しようとするが失敗し、同じく泰家が主導した後醍醐天皇の暗殺計画も失敗に終わる。からくも信濃へ帰還するも、期せずして京を混乱させることには成功した。
好機とみた頼重・時行は1335年7月、ついに挙兵した。諏訪軍は瘴奸、清原や関東庇番を破り、直義を追い出して鎌倉を奪還することに成功するも、援軍としてやって来た尊氏によって壊滅させられてしまう。乱は頼重の死で終結し、時行も死んだことになり行方をくらます。この争いは、首謀者・時行の名を冠して中先代の乱と呼ばれるようになる。
1336年は激動の年であった。後醍醐天皇から朝敵とされた尊氏は別の帝を担ぎ上げ、2人の帝が並立するという異例の状況が発生する。身を隠していた時行は、尊氏を討つために後醍醐天皇に帰順し、北畠顕家の軍に加わる。奥州軍とともに京を目指して進軍する途中、杉本寺で関東庇番の生き残りの斯波家長を討ち取り、二度目の鎌倉入りを果たす。青野原の戦いで土岐頼遠、小笠原貞宗らを打ち破り、石津の戦いで高師直軍を敗死寸前まで追い詰める。だが尊氏が乱入し顕家が討死し大敗。吉野へ撤退後再び逃亡生活に入る。

## 登場人物
担当声優は特記がない限りテレビアニメ版での配役。

### 主人公
北条時行（ほうじょう ときゆき）
声 - 結川あさき / 大塚琴美（ボイスコミック版）
本作の主人公。1333年時点で8歳。
北条氏の惣領である得宗北条家の御曹司。鎌倉幕府の執権を務めた北条高時の次男・正室子として生まれた。ゆくゆくは彼が家督を継ぐと目されていたが、尊氏の裏切りによって家と親族郎党を滅ぼされる。鎌倉幕府滅亡後は頼重の下に身を寄せ、武芸や学問の手解きを受けつつ、打倒足利家と北条家再興をはかる。諏訪大社で暮らすようになってからは素性を隠し、「小泉長寿丸」（こいずみ ちょうじゅまる）の仮名を名乗っている。
弓取りが比較的マシな以外は非力かつ武芸全般を苦手とする一方、追手や追撃から逃げたり隠れたりする事に関しては非凡な才能を持つ。しかもただ恐れて逃げるだけでなく、逃げる事そのものに興奮や奮起を感じる変わった性格。しかしどれだけ逃げに徹していても、心に決めた信念からは決して目をそらさない。逃げ上手なことを除けば、素直で心優しく仲間想いな、どこにでもいる平凡な少年。
物語冒頭と回想シーン内では、得宗北条家の御曹司らしく「三つ鱗の家紋」がいくつも描かれた着物に身を包んでいたが、倒幕勢力の目を盗んで鎌倉から諏訪まで逃亡を図る途中で追っ手の目を誤魔化すために頼重の発案で神社に仕える子供らしい装いをして以降は、必要に応じて様々な装いをしている。
1335年に中先代の乱を起こし、一度は鎌倉を取り戻したものの、尊氏に大敗。大恩ある頼重を喪い、時行も死を装って行方をくらます。雌伏の期間を経て再起し、尊氏征伐のため南朝方に帰順する。北畠顕家の傘下の武将として各地を転戦するが石津の戦いで高師直を救援するために尊氏が単身で乱入し顕家が討死し大敗。再び逃亡生活に入る。

### 逃若党
読み方は「ちょうじゃとう」。時行の郎党で、彼と同世代の若者で構成される。時行の逃げを戦略にする党であることから命名された。
雫（しずく）
声 - 矢野妃菜喜 / 高木遥香（ボイスコミック版）
諏訪頼重の娘。巫女のような装束を着用する。秘術や事務に優れた才能を発揮し、頼重を手伝う。少々毒舌家で、見るからに胡散臭い父のフォローを全然しないためその都度父の頼重に文句を言われている。頼重としては、ゆくゆくは雫を時行の執事にして、家政を取り仕切らせようと考えている。神事で信濃各地を回っていたため様々な情報に精通しており、諸将に顔が利くため、根回しや献策を得意とする。また、頼重ほどではないものの勘が鋭く、未来を予知しているかのように危険な状況から距離を置いたりすることが出来る。
年齢に見合わず聡明だが、どこか浮き世離れした雰囲気の持ち主。時行とは同い年の主従関係となるが、彼に1人の女性として思いを寄せていることが、頼重から「時行の正体がバレないよう、部外者の前では別の名前を」と言われた際、顔を赤らめて「兄様」という彼女なりの呼び名を発案していることからうかがえる。
正体は諏訪大社が祀っていたミシャグジ様の化身。
弧次郎（こじろう）
声 - 日野まり / 佐藤恵（ボイスコミック版）
時行の郎党候補として頼重が抜擢した少年で、諏訪神党に連なる祢津一族の出身。時行と同年齢だが、この世代としては随一の太刀の使い手と称される。頼重としては、ゆくゆくは弧次郎を武将にし、軍を率いさせようと考えている。
時行のことを「若」と呼び、「○○っス」といったざっくばらんとした口調で話す。ノリが軽く負けん気が強い性格で、時行とは友人のような関係を築く。攻撃が苦手な時行に代わって敵を攻め立てるのが主な役回りで、逃げることに楽しみを見出す時行と同様に、強敵との殺し合いに興奮を覚える。戦場を駆け回って味方の世話を焼く献身的な戦いぶりから、逃若党の副将として厚い信頼を寄せられている。
その出自は、祢津家当主・頼直の妹が北条に近い御内人に乱暴されて産まれた子供。妊娠させた男は認知せず、母親は弧次郎を産んだ際に命を落としたため、一族内では腫れ物扱いされ、頼直の嫡男・祢津小次郎と同じ名を与えられ、影武者として働く。それでも自分に居場所を与えてくれた頼直や、友として扱ってくれる時行に深く感謝し、彼らの期待に応えようと鍛錬に励んでいる。
亜也子（あやこ）
声 - 鈴代紗弓 / 綾瀬みゆう（ボイスコミック版）
時行の郎党候補として頼重が抜擢した少女で、望月重信の庶子（側室の子）。時行とは同年齢だが大人と見紛う程に背が高く、人並外れた怪力の持ち主で、力任せで豪快な戦いを得意とする。また、踊りや楽器などの芸才にも恵まれており、その才を目にした時行からは「平和な世なら皆の憧れになれる才女」と評されている。頼重としては、ゆくゆくは亜也子を便女（下女）とし、時行と陣中を共にさせようと考えている。
天真爛漫で明るい性格。木曽義仲に仕えた女武将・巴御前に憧れを抱いており、時行を側で護ることを誇りとしている。また時行に思いを寄せており、彼の子を産むことを目標としている。
風間玄蕃（かざま げんば）
声 - 悠木碧
信濃の桔梗ヶ原に悪名を轟かす盗人。敵を欺く変装や工作に長けており、その能力を買った頼重から時行に一党加入を勧められた。特殊な粘土で作った狐面を常に被っており、仮面を練ることで人相を別人に変化させる技術を持つ。守銭奴で、女性に目がない俗物。
元は諏訪氏の支流である風間一族の生まれだが、父は忠誠を尽くした主君のために身につけた技を卑劣だと非難された上に盗みの嫌疑をかけられ没落の憂き目に遭う。玄蕃は父から技と名前、そして「金以外信じるな」という信条を継いだ。そうした境遇から当初は時行のことも信じようとせず精神的な揺さぶりをかけるが、時行の一途さや自分を庇って時行に怪我をさせてしまったことへの負い目から出世払いで国を一つ貰うことを条件に、逃若党と契約する。
吹雪（ふぶき）
声 - 戸谷菊之介
長髪で片目を隠した青年。武芸に秀でた二刀使いであると同時に優秀な軍略家であり、人の才能を見抜き教えることに長ける。冷静な策士だが、情に厚く幼子の頼みは断れない。また非常に健啖家で、空腹になると力が抜けて戦場でも戦えなくなる。
かねてより自身の才能を活かすことのできる主君を探して各地を放浪しており、瘴奸一派に襲撃された諏訪領北国境の集落で孤児達を指揮して村を守っていたところ、偵察に来た逃若党と出会う。共闘の後に長寿丸の正体を打ち明けられ、時行に夢見て逃若党に加入する。
その素性は高一族の庶流にあたる彦部氏の子。足利学校で文武を身につけ、遠目に見た程度だが尊氏の顔も知っている。当時は出世に執着する父親から虐待に近い鍛錬を強いられていたが、過酷な生活に耐えられず父を殺して家を出た過去を持つ。
京で時行に尊氏暗殺を献策し、決行するも失敗に終わる。この際に尊氏の神力を浴び動揺を見せた。中先代の乱・相模川の戦いで尊氏に敗北するとそのまま投降、師直の猶子となって高師冬と名を改める。
その後の活躍は#高一族の高師冬の項を参照。
夏（なつ）
元は足利方に仕えるくノ一で、通称は夏の四（なつのよん）。木製の義手や仮面、獣の腱を用いた「天狗躯体」を操り、大人の忍のごとく振る舞っていた。自身の技術に絶対の自信を持つ一方で、生真面目で応用が利かないのが欠点。
天狗衆のリーダーとして信濃に潜入し諏訪家を監視するが、中先代の乱の勃発を許してしまう。さらに玄蕃と時継に出し抜かれて囚われの身となるものの、後に逃走。失態を挽回するために中先代の乱後も時行を追跡し命を狙うが、玄蕃に発見され、彼の監視下に置かれる。
秕（シイナ）
元は鎌倉郊外の農家の下女。幕府滅亡の際、武を買われて北条の元で戦に臨んだものの、手指を切り落とされ刀を握れない身体になる。その後は空虚な日々を過ごしていたが、中先代の乱で鎌倉に戻ってきた時行と出会い、正宗を紹介される。脚のみで戦える武装を仕立ててもらい、再び戦えるようになったことで時行の郎党になる約束を交わす。1337年、杉本寺の戦いで苦戦する時行の元へ馳せ参じ、窮地を覆す。

### 北条家・鎌倉幕府関係者
北条高時（ほうじょう たかとき）
声 - 田所陽向 / 林祐樹（ボイスコミック版）
時行の父であり、得宗北条家の当主。鎌倉幕府の総帥であるが、病弱で廃人のような風体となっており、政治的な権力は側近に握られている。新田義貞ら後醍醐天皇派によって鎌倉を制圧され、頼重に時行を託して自刃し果てた。なお、傀儡となっていても武家の生まれらしく、弓競技を見るのが好きという一面を持っており、時行に弓について熱心に教え込んでいたことで、それなりに様になった弓の腕を得させていた。
北条邦時（ほうじょう くにとき）
声 - 寺崎裕香 / 矢部仁美（ボイスコミック版）
時行の異母兄。高時の長男・側室子。跡目争いを防ぐため家督に興味はない。護衛役の五大院宗繁の裏切りで新田軍に売られ、そのまま斬首された。時行とは異母兄弟ながら仲は良く、それ故にその最期を知った時行は衝撃のあまり嘔吐するほどであった。
北条泰家（ほうじょう やすいえ）
高時の弟で時行の叔父。かつては鎌倉幕府の重鎮であった。鎌倉陥落の際は頼重に時行を託して落ち延びさせた後、自身も新田の兵に紛れて鎌倉を脱出した。その後は東北各地で北条残党を扇動して反乱を繰り返すも敗走し、諏訪へ流れ時行と再会する。
隠している本音がなぜか額に文字となって浮かび上がってしまう体質の持ち主。隠し事が苦手で権力や命に執着する俗な人物だが、武士らしく飾らない正直な人柄のため時行からは信頼されている。
直接的な戦闘ではあまり目立った活躍を見せていないが、調略では力を発揮し、中先代の乱では時行と共に鎌倉奪還を果たす。中先代の乱後も不屈の闘志で転戦していたが、鎌倉で斯波家長に捕えられた。杉本寺の戦いにおいて時行・顕家に救出されるも、病を患っていたため、時行の計らいによって伊豆で母の覚海尼と共に静かな余生を送ることとなる。
名越高家（なごえ たかいえ）
声 - 玉井勇輝 / 軍司高希（ボイスコミック版）
高時の父の四従弟。北条氏の一門である名越流の当主。足利高氏らとともに後醍醐天皇ら討幕派を鎮圧するため京に向かったが、討幕派との戦いで尊氏に射殺される。
名越高邦（なごえ たかくに）
高家の子。10代前半の凜々しい少年で、槍の使い手。父の仇である尊氏打倒を誓う。
中先代の乱で時行が鎌倉を奪還すると、弟と共に参陣する。足利軍に備えて軍勢を整えていた矢先、宿舎にしていた鎌倉大仏殿が台風によって倒壊し、多数の死傷者を出す。無理を押して前線に出るが、師直に討ち取られる。弟は年少のため命は取られず、母親が今川の縁で今川家に引き取られている。
覚海尼（かくかいに）
高時の母で時行の祖母。鎌倉幕府滅亡後、出家して伊豆の円成寺に隠棲している。
中先代の乱の後、伊豆に落ち延びた時行を匿う。時行を心配しつつも南朝帰参の橋渡しを務める。今でこそ穏やかだが鎌倉幕府時代は高時や泰家が霞むほどの迫力を持つ女傑であった。
摂津親鑑（せっつの ちかあき）
声 - 関幸司
鎌倉幕府の重臣。時行と結婚しようとする娘の清子に幕府を継いでも高時のようにお飾りの王になるだけと忠告した。鎌倉幕府滅亡の際に自害。
清子（きよこ）
声 - 松田颯水
摂津親鑑の娘。打算的な性格で、財産目当てで時行と結婚したいと考えている。しかし、契りを交わしたわけではないので、いつも時行に逃げられている。新田義貞ら討幕派が鎌倉を攻撃した際、摂津邸が略奪に遭い、それに巻き込まれて殺害された。生前は時行のことは「才は無いけど優しいお方」ときちんと理解しており、時行もその死を侍女から聞かされた時は涙していた。
塩田 二郎（しおたの じろう）、狩野 三郎（かの さぶろう）
声 - 高橋伸也（塩田）、宮崎遊（狩野）
鎌倉幕府の武芸指南役。時行にはいつも逃げられている。新田軍と戦い戦死。
長崎円喜（ながさき えんき）、長崎高資（ながさき たかすけ）
声 - 高岡瓶々（円喜）、草野峻平（高資）
高時の側近の親子。無気力な高時を傀儡にして操っている。泰家とは権力争いをしていた。幕府の滅亡とともに自害。
三浦八郎（みうら はちろう）
北条家の遺臣で、北条残党軍「鎌倉党」の党首。正義感が強く、北条家再興に燃える青年。幕府滅亡後諏訪へ落ち延び、中先代の乱では時行の指揮下に加わる。
当初は時行の素性が秘匿されていたため、有力な武将の下で戦えないことに激しく落胆していたが、時行の将器を目の当たりにしたことで彼を大将として認めるようになる。
中先代の乱後、家を守るために時行の麾下を離れて足利家に仕える。
長崎駿河四郎（ながさき するがしろう）
鎌倉幕府重臣の子。太郎、次郎、花子の3人の子がおり、非常に子煩悩。
中先代の乱後、伊豆に逃げ込んだ逃若党を匿う。1337年の挙兵時には伊豆北条党三千騎を率いて時行と共に戦う。

### 諏訪家
時行に協力する親北条派の勢力。諏訪明神の信仰の下に固く結束する「諏訪神党」という武士団を有する。

#### 諏訪一族
諏訪頼重（すわ よりしげ）
声 - 中村悠一 / 鈴木将之（ボイスコミック版）
北条家に仕える信濃国諏訪の領主にして諏訪大社の神官。頼重は京の天皇や出雲大社の出雲家と並ぶ現人神として敬われており、その信仰心を背景にした武士団である諏訪神党を従える。
見た目は孫がいるとは思えないほど若く、線の細い優男だが、感情が昂ると後頭部から後光を放ちながら胡散臭い笑みを浮かべ、頻繁に奇行に走る。そのため、初対面の時行からは「インチキ霊媒師」呼ばわりされ、諏訪の領民からも「バカ明神」と呼ばれるなど半ば呆れられている。未来が見えるということで作中では遥か未来に当たる21世紀の現代の文化を見て中途半端に引っ張ってきて時行達から訝しがられたり、メタ的な発言をつぶやく一面も持つ。
祈祷のため鎌倉を訪れた際に時行と出会い、「時行は2年後の10歳の時に天を揺るがす英雄となる」と予言した。鎌倉幕府滅亡に際しては高時から依頼され、時行を諏訪に匿う。時行の天下奪還のため、彼に武力や知力をはじめとする勝つためのすべてを教え込み、武士としての成長を促す。時行からは第二の父のように思われるようなり、天下を取り戻したら時行の元服で髪を切るという約束を結んだ。
中先代の乱にて、神力で尊氏に上回られ完敗。致命傷を負い、とどめを刺される前に時行に救出され、別れの言葉を交わして逝く。自らの死と併せて、時行も死んだように偽装を行った。
諏訪盛高（すわ もりたか）
声 - 石黒史剛
諏訪一族の一人。解説を得意とする。
諏訪時継（すわ ときつぐ）
声 - 石黒史剛
頼重の息子。諏訪大社の次期当主に相応しく、知的で冷静な将。盲目のため常に眼を閉じているが、父譲りの神力で視力を補っている。頼重のような未来視は持たないが、視覚は鋭敏なため戦闘で真価を発揮する。
父の存在感が強すぎるため、普段から眼前の相手にも気付かれないほど極端に影が薄い。史実でも彼に関する資料はほとんど無いため、作中では「（本作における）監修の先生方も、『マジで何もない』と口を揃える」と解説されている。本人は目立てないことを嘆いているものの、戦場では影の薄さを利用した暗躍で時行をサポートしている。
諏訪頼継（すわ よりつぐ）
時継の息子にして頼重の孫。1335年時点で7歳。現人神が戦死するリスクを考慮した頼重と時継から、新たに諏訪大社の神職を引き継ぐ。
幼くして神を背負うことになった重責ゆえに祖父や父以外の人物に心を閉ざしてしまっており、肉親達から関心を奪った時行に一方的な敵意を抱く。神の座を鼻にかけた高慢な態度で時行を振り回し、彼を諏訪から追放するため鬼ごっこによる勝負を挑む。その最中に崖から転落しかけたところを時行に救助され、彼もまた北条としての宿命を背負っていることを聞かされたことで本音を打ち明ける。

#### 諏訪神党
海野幸康（うんの ゆきやす）
声 - 楠大典
頼重直属の郎党「諏訪神党三大将」の一人で、肩書は中軍大将。男女問わず多くの味方から慕われる、諏訪神党随一の将。
実は童貞であり、煮えたぎる女性への想いを闘争心に変えることで、戦場では修羅の如き力を発揮する。
祢津頼直（ねづ よりなお）
「諏訪神党三大将」の一人で、肩書は右軍大将。弧次郎の親族。
鷹使いであり、空に放った鷹の動きから広い戦場の戦況を俯瞰して把握する冷静沈着な将。
望月重信（もちづき しげのぶ）
「諏訪神党三大将」の一人で、肩書は左軍大将。亜也子の父。
豪腕怪力で戦いの勘が鋭い。中先代の乱では岩松経家や小山秀朝を討ち取るなど戦果を挙げる。
保科弥三郎（ほしな やさぶろう）
声 - 稲田徹
諏訪神党に連なる武士で、北信濃の川中島の住人。義理堅く有能な男だが、頭に血が上りやすい。
1334年春、清原信濃守の暴虐に激怒し、勝ち目がないと理解しながらも、武士としての意地を貫き通すため討死覚悟で挙兵する。戦いを止めて撤退させようという頼重の意向から派遣された逃若党のことも共に討死する援軍としか見ておらず、時行に説得されると怒りの余り刀を向けるが、逃げて生きることの意味を説かれ目を覚ます。撤退戦を成功させると、時行や頼重の力になることを約束する。
中先代の乱では因縁の清原を討ち取る。
四宮左衛門太郎（しのみや さえもんたろう）
声 - 神尾晋一郎
諏訪神党に連なる武士で、保科領の隣領主。保科とは対称的に冷静な人物。弓の名手。
保科の抑え役で、反乱も止めようとしていた。1335年3月の信濃動乱では国司の侵攻により所領を失い、保科領に身を寄せる。
三十郎（さんじゅうろう）
声 - ソンド
保科党の一人。凶悪な顔揃いの保科党にいながら平和な表情を浮かべ、物腰も柔らかい。しかし、表情を変えることなく平然と殺戮を楽しむ猟奇的な人物。
実は結城宗広の子。兄弟達が真面目な中で唯一父親と趣味を共有していたが、「無差別に殺すより正義のために人を殺したい」として家を出た過去を持つ。
常岩宗家（とこいわ むねいえ）
信濃最北部の北条庄を治める代官。中先代の乱では犬甘とともに北条泰家と行動する。
犬甘知光（いぬかい ともみつ）
信濃府中の深志を治める代官。中先代の乱では常岩とともに北条泰家と行動する。
香坂高宗（こうさか たかむね）
諏訪神党の武士。開墾で一山当てたのち、石津の戦い後の時行と合流する。

#### その他
栄（さかえ）、光（ひかり）、誉（ほまれ）
声 - 倉持若菜（栄）、長妻樹里（光）、三宅麻理恵（誉）
諏訪大社の巫女。頼重から時行の身の回りの世話を命じられ、彼の正体を知る数少ない存在。
牡丹（ぼたん）
声 - 近藤浩徳
雫曰く、隣国で噂になっていた「山に出没する、人を食べる巨大な牛鬼」で、その通りの並外れた体躯と4本の牙と6つの突起のある顔をした、南北朝鬼ごっこ「牛鬼」。狩猟に出かけた時行一行が突然遭遇したことで、まだ「逃若党」と名乗る前の一行にとっての命がけの戦いの相手となる。
弧次郎と亜也子が射た矢が刺さってもまともな傷にはならなかったが、雫の発案した地の利と時行・弧次郎・亜也子それぞれの能力を活用した策によって、黒曜石の岩塊を削って作った「神様の刃」へと転落して果てた。
なお、雫の見立てでは太古の獣の生き残りにして子孫を残せる家族のいない孤独な身であり、もし孤独でなかったならば人を食らうような魔道には堕ちなかったとのこと。その後、解体されて一行の腹を満たすはずが、その未来を既に見ていた頼重によって完全なる盗み食いよろしく完食された。
先代の風間玄蕃
声 - 広田みのる
当代の風間玄蕃の父にして、「風間玄蕃」の名を名乗る者としては先代。
忍びや盗みといった、当時の武家社会においては革新的な技術が主のためになると考えて会得するも、当の主からはそれを「武士には不要な卑劣な技」と非難されて信用を失った挙句、ついには宝物を盗んだ者と一方的に決めつけられて追放された。
そして新たな主に出えぬまま不遇な最期を遂げるが、死の間際に息子に自らの名と愛用していた狐面、そして「第一なのは金であり、金のみを信用しろ。ただし、損得抜きでも仕えたい主に巡り合えた時は、それでも金は取れ」との言葉を託した。

### 足利家

#### 尊氏と血縁者
足利尊氏（あしかが たかうじ）
声 - 小西克幸、櫻井みゆき（幼少期） / 野澤英義（ボイスコミック版） 
北条時行の最大の敵。南北朝時代の「絶対的主人公」とまで呼ばれる傑物。
元は鎌倉幕府の有力御家人・足利高氏。文武に優れ人々の尊敬を集めており、英雄視されている。武人らしからぬ涼やかで端正な顔立ちをしており、謙虚な態度とにこやかな笑顔でどんな人間の心も掴んでしまう圧倒的なカリスマ性を持つ。時行に対しても優しく接し、彼からも尊敬されていた。理屈を超えた天性の勘に基づいて行動する。
第1話冒頭にて、後醍醐天皇ら討幕派を鎮圧するために京に向かったが、実は後醍醐天皇と内通しており、裏切ってまたたく間に鎌倉幕府を滅ぼした。倒幕後、後醍醐天皇から偏諱を与えられて改名。帝に忠誠を尽くすと語り京の公家たちを虜にすると同時に、自身の郎党らを朝廷に送り込む。一方で、眼の中に複数の瞳が存在するなど、人間離れした表現演出がなされている。武士や貴族をすべて味方につけ、盤石の体制を築き上げている。
頼重・護良親王の両巨頭を以てしても尊氏の暗殺は不可能である。京では時行たちに暗殺されかけるも躱し、楠木正成の介入によりうやむやとなる。尊氏は時行の顔すら覚えておらず、無自覚に時行の尊厳を踏みにじり、さらに鎌倉幕府を滅ぼした理由を問い詰められると笑顔で自分でもわからないと回答した。信濃の乱の首謀者「北条時行」の人相書きを見てようやく例の子供を敵と認識するに至り、弟からの援軍要請に応じて鎌倉に向かい、弟には護良親王の弑逆を命じる。
舞い戻った鎌倉では、神力によって諏訪軍を壊滅させ、頼重を戦死に追い込む。頼重に敬意を表して「この反乱は諏訪頼重の乱と呼ばれるようになるだろう」と予言したが、時行の活躍によって「中先代の乱」となり、予言は外れることとなった。時行の名を聞くとこれまでにない動揺を見せるようになる。
足利直義（あしかが ただよし）
声 - 古川慎、野村香菜子（幼少期）
尊氏の弟。勘で動く兄とは対照的に理に基づいて動く人物。兄との仲は良いが、馴れ馴れしい兄に対して礼節を以て接している。兄に宿る人ならざる者の存在を察し不安視する。
兄の命で赴任した鎌倉では鎌倉将軍府執権として治安維持や復興に尽力し、民衆の人気を掴んでいる。クセモノ揃いの関東庇番を理を以て統率する。政治家としては極めて能力が高いが、唯一にして最大の欠点は「戦に弱い」ことであり、戦場の機微を掴むことができない。
中先代の乱では、南北朝鬼ごっこ「金鬼」として、時行に交渉と舌戦を仕掛ける。高僧のような圧の言葉で時行をねじ伏せかけるが、足利が帝に謀叛を起こす企てを指摘され、交渉は決裂する。戦では三浦時明を理で御そうとするが、それゆえ感情を揺さぶることができずに離反を招くこととなる。最終的に敗北し鎌倉から追い出される。
足利義詮（あしかが よしあきら）
尊氏の嫡男。斯波家長からは「暗愚ではないが凡庸」と評される。
足利直冬（あしかが ただふゆ）
尊氏の庶子。1333年には東勝寺の小坊主として鎌倉におり、北条家滅亡を目撃していた。父との関係に悩んでいたが、1337年に鎌倉に戻ってきた時行から激励を受けて父に会いに行く決意を固める。

#### 高一族
高師直（こうの もろなお）
声 - 宮内敦士
足利家の執事。尊氏が幼少の頃より仕えており、「完璧執事」と評されるほどに尊氏からの信頼が篤い。戦闘や内政はおろか、尊氏の身の回りの世話までこなしており、料理も得意で特にうどんを作るのが上手い。
徹底的に冷酷かつ合理的な性格で、無能と断じた人材には足利一門でも容赦がない。倒幕後から足利の繁栄を目論む野心を秘め、次第に増長して西国大名とつるみ、関東の足利一族や直義をも軽んじるようになる。
高師泰（こうの もろやす）
声 - 山口りゅう
師直の弟。兄より感情的で非情な性格の婆娑羅武将。兄同様に智勇兼備。
作者曰く2番目に描きにくい。
高重茂（こうの しげもち）
師直・師泰の弟。武功が欲しい野心は有るが控えめな性格で、増長していく兄達に温度差を感じている。
青野原の戦いで対陣する北条軍の必死さに忌避感を抱き、交代を申し出た小笠原貞宗に陣を譲った。
高師冬（こうの もろふゆ）
師直の従兄弟で、猶子となっていたが、中先代の乱の初陣で馬に踏まれて死亡。
後に師直に才を認められた吹雪が、木の面をつけて師冬になりすますことになる。
天狗衆（てんぐしゅう）
足利配下の忍者軍団。3人が信濃に送り込まれた。名前は夏の四など、季節-番号で構成されている。

#### 関東庇番
荒廃した鎌倉に赴任した直義が結成した、街の復興と治安維持を進める組織。足利一門の未来を担う優秀な若者達で構成される。
渋川義季（しぶかわ よしすえ）
一番組筆頭。長髪をオールバックにした青年。得物は身の丈以上もある大太刀「千里薙」。
姉は直義に嫁ぎ、娘の幸子は後に尊氏の子に嫁ぐなど、足利家とは親密な関係にある。それゆえ直義からの信頼は厚く、また足利家への忠誠心は人一倍強い。生真面目で実直な性格で、「武士たるもの忠義を尽くして正々堂々」という美学を何より重んじる。その一方で融通が利かない面もあり、敵が己の理想の武士像と違えば怒り狂って戦闘力が向上する、南北朝鬼ごっこ「阿修羅鬼」。
生来の性格は強固な正義心と優しさを持った好青年で、討幕の戦では妻の実家に連なる北条家に刃を向けることを拒否していた。しかし、その武勇を惜しんだ直義から一門内での厚遇を約束されたことで逃げ道を塞がれ、足利への恩のために正義を使うようになった。
渋川・岩松・石塔で庇番最強の布陣と称される。中先代の乱では第一陣総大将として武蔵国久米川に布陣し、北条軍を迎撃する。その後、退却する北条軍を追って女影原に進軍。海野との戦いを制して全軍殲滅の命を下すが、乱戦の隙を突いて接近してきた時行と弧次郎との、二対一での戦いとなる。時行の挑発と策で疲労しかけたところに、弧次郎との一騎打ちに持ち込まれ、激しい攻防の末に敗北する。弧次郎の武勇を賞賛し、時行に「正義を貫く苦痛」を忠告して息絶えた。
岩松経家（いわまつ つねいえ）
二番組筆頭。猫耳を模した烏帽子を被り、浅黒い肌をした人物。サーフボードのような鞘に内蔵された大剣「艶喰」を振るって戦う。
新田氏の出身で、過去には新田義貞の鎌倉攻めにも参陣しているが、一族を見限って将来性のある足利の郎党になった。無類の女好きで、天下の女を全て自分の物にするという野望を抱く。
中先代の乱にて第一陣副将として出陣。女影原の戦いでは略奪のため北条軍の後陣を急襲し、望月と交戦する。諏訪の女たちや吹雪をも敵に回すこととなるも、多対一をものともせず猛る。艶喰の威力を吹雪に計量されて防がれ、望月に討たれる。
三浦時明（みうら ときあき）
二番組衆。三浦氏の現当主で三浦八郎の兄。純粋な戦の強さなら庇番筆頭と評されるが、足利一門ではないため地位は高くない。八郎曰く「義理に欠けすぐ人を裏切る」男で、親北条派の八郎を追放して足利方に付いた。しかし、度重なる裏切りは家を守るための苦肉の策であり、本心では裏切るほど信用を失う負の連鎖に辟易している。
井手の沢で直義配下として出陣するが、その微妙な立場に目を付けた北条泰家の篭絡を受け、戦の最中に北条軍に寝返る。その結果、高兄弟の武と正面から敵対することとなり、弟を逃がして命を落とした。
一色頼行（いっしき よりゆき）
四番組筆頭。庇番出陣の際には鎌倉の民に戦ならではの品を売り出すなど、商才がある。
石塔範家（いしどう のりいえ）
五番組筆頭。質実剛健を地で行く武人だが、自身が考えた理想の女性である「白拍子天女鶴子ちゃん」を妄想しており、着用する大鎧の正面には現代風の萌え絵を描いている変わり者。想像上の完璧な彼女に恥じぬよう、自らも研鑽を重ねて理想の豪傑を目指している。
中先代の乱では第一陣として出陣し、岩松軍の補佐に回る。亜也子と交戦、彼女の泥臭い生き様に美しさを認め、自らの首を差し出す。
吉良満義（きら みつよし）
六番組筆頭。情報収集を得意とし、雑草が大好物であるため、長期間兵糧を持たずに敵を追跡できる。語尾に「w」をつけて話す。
今川範満（いまがわ のりみつ）
庇番寄騎。馬の仮面を付けた寡黙な男。馬のことを熟知しており、乗った馬の心臓を蹴りつけることで馬の能力を限界を超えて引き出すことができる。南北朝鬼ごっこ「馬頭鬼」。
かつては馬を愛する好青年だったが、愛馬「瑪瑙」と死別して心を病んでしまい、直義の入れ知恵によりなんとか己を保っている。馬の命を代償とする過酷な戦法であるが、今川は瑪瑙との再会であるという幻想に陶酔している。
中先代の乱では第二陣として小手指ヶ原に出陣する。大将上杉からは戦術の要に位置付けられ、機動力を以て戦場を暴れ回る。時行と戦うことになり、最終的には吹雪の奇策に嵌り打ち取られる。

#### 関東鎌倉府
斯波家長（しば いえなが）
庇番寄騎→奥州総大将兼関東執事。初登場時は斯波孫二郎（しば まごじろう）。足利一門では名門の出身で、麒麟児と称される。1335年時点で15歳の少年。
軍略に優れ、曲者揃いの関東庇番をうまく誘導して戦全体の絵図を描くのを得意とする。中先代の乱にて多くの仲間を失うも、その中で様々なことを学んで成長。乱後に直義から東国の統治を引き継ぎ、冷徹かつ巧みな指揮で北畠顕家を翻弄する。師直一派の増長による足利家の分裂を予見し、義詮を籠絡することで直義派の勢力保持を画策する。
1337年に鎌倉へ攻め上った顕家・時行軍を杉本寺に籠城して迎撃する。幾重にも張り巡らした策で戦況を有利に進めるも、想定外の邪魔が入ったことで劣勢になる。顕家の提案で時行との一騎討ちに臨むことになり、散っていった庇番の仲間のために戦う、南北朝鬼ごっこ「復讐鬼」としての本心を露わにする。最終的には時行に敗れ、若くして才能を活かせる時代に生まれた幸福を告げて息絶えた。
上杉憲顕（うえすぎ のりあき）
庇番二番組副頭→関東府副執事。
黒目と長い耳が特徴の異質な顔立ちをした男。祖父の代まで公家であった自身を「軟弱者」と謙遜し、常に数人の手勢を用意している慎重な性格。学問を生業とする家柄であったため庇番随一の学術知識を持ち、秘密裏に作られた実験施設で最強の武士を「造る」ことを命題としている。足利学校の管理者。
趣味に没頭するために政争から距離を置こうとしていたが、家長から関東足利党のまとめ役を託され、直義を支えることを誓う。
長尾景忠（ながお かげただ）
上杉家執事。元は鎌倉幕府の勢力争いで敗れ、没落した長尾家の生き残り。
貧民になり果てていたが上杉憲顕に拾われ、人体実験の被験者にされた。薬物を投与されても強靱な精神力で意識を保っており、上杉からは「良素材」と評される。小手指ヶ原にて弧次郎と交戦して以来好敵手となる。
1337年でも上杉の部下として北朝に属し、より屈強な肉体を得た荒武者として関東足利党の有力武将の1人となっている。
桃井直常（もものい ただつね）
足利配下の将。金砕棒を武器とし、リーゼントヘアーをした直情的な人物。かつての上司、石塔を倒した亜也子に惚れている。

#### 足利方の諸将
佐々木道誉（ささき どうよ）
尊氏の盟友である西国武士の実力者。婆娑羅にして教養人で稀代の策士。
その腹黒さから常に顔に影がかかっており、日光に照らされても全く表情が読めない。時行の顔を知っており、信濃の乱の報を聞いて人相書きを書いた。
戦場でも尊氏に付き従い、尊氏の参謀兼側近として振舞いながら魅摩と共に戦場に赴き謀略を巡らせている。
魅摩（みま）
道誉の娘。父譲りの婆娑羅で、露出の多い着物とツインテールの髪が特徴の少女。京の賭場を仕切っており、神力をその身に宿すため賭け事では無敗の実力を誇る。身内には情が深い反面、残忍で苛烈な性格で、誇り高く純朴な存在を汚すのが趣味。
正体を隠して京を訪れた時行達と賭場で揉めるも、その中で時行を気に入り、父への仕官まで提案している。だが中先代の乱で時行が敵であると知ると、涙を流して怒りを露わにする。
伊勢を出航した時行の前に現れ、尊氏に注がれた神力で船団を壊滅させるほどの嵐を起こすが、時行の決死の求婚で気を失う。その後時行に連れ去られる。
岩松四郎（いわまつ しろう）
岩松経家の兄。猫を戦場に連れてくるほど溺愛している。
中先代の乱では上野国蕪川で時行を迎撃するが、途轍もない大軍を前に為す術もなくあっさり蹴散らされた。
小山秀朝（おやま ひでとも）
足利派の武将。中先代の乱・井手の沢で望月に敗れ戦死する。
淵辺義博（ふちのべ よしひろ）
足利直義配下の武将。張り付いたような笑顔の男。幽閉中の護良親王の世話役だが、真の役割は監視と刺客である。鎌倉からの撤退の際に、直義の命で親王を殺害した。
1337年に鎌倉へ攻め込んだ顕家軍を迎え撃つが、弧次郎によって討たれる。
今川頼国（いまがわ よりくに）
今川範満の兄。牛の仮面を被った寡黙な男。川の流れを受け付けない異常密集陣形「馬筏」で渡河したり、「馬鎧」で弓矢を跳ね除けるなど弟同様に馬の運用に長ける。南北朝鬼ごっこ「牛頭鬼」。
中先代の乱では相模川の戦いで先鋒を務めるが、渡河戦法を対策され、亜也子に打ち殺される。
赤松円心（あかまつ えんしん）
尊氏に協力する西国武士。心を丸で囲んだ模様を入れた鎧を着ている。尊氏の九州落ちで新田義貞の足止めを頼まれていた。
土岐頼遠（とき よりとお）
美濃国守護。鬼のような面頬で顔を隠した巨漢。足利軍随一の武闘派として知られる。
性格は傲慢で自己中心的な婆娑羅大名。軽く握るだけで人体を容易に破壊する怪物じみた剛力の持ち主。戦においては雑兵を敵陣に投擲する「人間爆弾」によって何倍もの敵軍と渡り合える。あまりにも人の理解を超えた力ゆえに土岐家の家臣は全員感覚が麻痺してしまっており、平然と受け入れられている。
1338年、青野原の戦いにおける足利連合軍の大将を務める。たった千騎で北畠顕家の四万騎を追い詰めるが、集結した顕家軍の諸将に反転攻勢される。
長山頼基（ながやま よりもと）
土岐頼遠の猶子。頼遠ではないが怪力で大型の鉞を振るう。青野原の戦いで秕に討ち取られる。
細川顕氏（ほそかわ あきうじ）
鎌倉離反時からの尊氏の家臣。名前に反して太った体型をしている。増長する高兄弟に後塵を拝し手駒のように扱われている。
畠山高国（はたけやま たかくに）
鎌倉離反時からの尊氏の家臣。石津の戦いで南部師行に顔面に石つぶてをぶつけられた。
仁木義長（にっき よしなが）
鎌倉離反時からの尊氏の家臣。残虐さ日本一の狂戦士と味方から恐れられたが、結城宗広の残虐さにドン引きしていた。
上杉重能（うえすぎ しげよし）
上杉憲顕の兄。直義の元で働いている。

### その他の討幕陣営

#### 鎌倉
五大院宗繁（ごだいいん むねしげ）
声 - 伊丸岡篤 / 金城慶（ボイスコミック版）
得宗北条家の御内人。宗繁の妹は高時の側室となり、のちに邦時を産んでいる。そのため、邦時は彼の甥にあたる。北条家の姻族となることで出世を果たした。新田義貞により鎌倉が制圧された際、高時から邦時を託されたが、懸賞金欲しさに北条家を裏切って邦時を新田軍に引き渡す。しかし、あまりにも非道な所業であったため、呆れた新田方から追い出される。太刀で大木を叩き切るほどの腕を持つ他、自らの長所は状況に素早く適応できるものと自負している。
人生を双六にたとえて考えている、南北朝鬼ごっこ「賽の鬼」。さらなる手柄のために時行を狙い、交戦となる。弧次郎・亜也子よりもはるかに強くかったものの、3人の連携で隙を作られ、時行により首を刎ねられる。

#### 信濃国
小笠原貞宗（おがさわら さだむね）
声 - 青山穣
尊氏の推薦により、後醍醐帝より信濃守護に任命された武士。眼窩から眼球が飛び出た、凄みのある顔立ちをしている。尊氏に乗じ支配領域の拡大を狙っている野心家で、驚異の観察力と視力を併せ持つ切れ者。視力を活かした弓の腕前は天下随一で、帝からも絶賛を受けた熟練の武芸者。南北朝鬼ごっこ「千里眼鬼」。
尊氏から信濃の北条残党狩りを任されており、姑息かつ強引な手段で時行を捜し出そうとするため、諏訪家からは反感を持たれている。一方で礼法に精通しており、「奪う命にも敬意を払え」という理念を抱く。
1333年、長寿丸（時行）と犬追物で勝負して以来、幾度にも渡り戦うこととなる。頼重は時行に貞宗の弓術を観察するよう助言しており、時行は正体を隠しつつ逃げながら技を盗むことを試みる。時行からは、敵ながら頼重と並ぶ「もう一人の師」として尊敬されている。
中先代の乱にて、「北条時行」の名乗りを聞き、単騎で仕留めにかかるも失敗に終わる。そのまま時行の出信濃を見届けた。1338年の青野原の戦いでは再び相まみえた時行に武将としての成長を認め、自身の奥義「射将共射馬」を放って技を盗ませた。
市河助房（いちかわ すけふさ）
声 - 山本高広
信濃守護補佐役。北信濃に領地を持つ。貞宗が冷静さを失うとタメ口で抑え役に回る。
耳が大きく、それに比例するように常人離れした聴覚を持つ、南北朝鬼ごっこ「順風耳鬼」。
瘴奸（しょうかん）
声 - 東地宏樹
悪党集団「征蟻党」（せいぎとう）の首領である入道姿の男。
奪うことを生きがいとし、親を殺して子供を売ることに悦びを見出す外道。仏は存在しないと言い放つ。大鎧と二刀の武芸に長ける。野盗らしい悪辣さの一方で兵法にも通じる知将。南北朝鬼ごっこ「鍼口鬼」。
元は武家の生まれだが、嫡子相続の方針により自分が継ぐ領地がなく兄の召使いになることに納得がいかず、家を出奔。居場所を求めて悪党に身を落とす。名を挙げるため大戦に参加するも敗戦し、楠木正成から逃げを勧められ信濃に流れ着いた。
正体は史実では処刑された平野将監（ひらの しょうげん）。楠木に名前を「しょうかん」と読み間違えられたことから、今の偽名を名乗っている。
諏訪領を狙う貞宗の依頼で国境の集落を荒らし回っていたところ、吹雪を軍師に迎えた逃若党と激突する。時行の策で閉所に誘い込まれて「鬼心仏刀」を決められ、意識が朦朧とする中、笑顔で逃げ続ける時行に「仏」の姿を見出しつつ失血で倒れる。貞宗に救出され一命を取り留め、賊から足を洗うことを条件に所領を与えられる。
改心後は領民思いの地頭として村人から慕われる姿を見せたが、内心では過去の悪行を悔いていた。中先代の乱では諏訪軍を背後の山中から奇襲しようとするが、進軍路を時行に読み切られ、奇策「火焔御柱の計」に嵌められ味方と分断される。時行・吹雪と対峙すると、本名を名乗り堂々と決戦に臨み、激戦の末に2人の秘策である「二牙白刀」を喰らい敗れる。絶命の間際、時行の武士としての成長に満足しつつも、領民の少女と「生きて帰る」と約束したことを思い出し未練を抱いて逝く。
死蝋（しろう）、白骨（びゃっこつ）、腐乱（ふらん）
声 - 菊池通武（死蝋）、堀総士郎（白骨）、奈良徹（腐乱）
征蟻党幹部。瘴奸が長寿丸に敗れたのと時を同じくして、全員戦死。
死蝋は子供の頃に瘴奸に拾われ、悪党として生き抜いてきた。薙刀を振るう怪力自慢の猛者だったが、亜也子と弧次郎の連携で致命傷を負い、時行を馬鹿にした事に怒った亜也子に首を落とされた。
白骨は吹雪からは警戒されていたが、亜也子と弧次郎の奇襲であっさり即死した。
腐乱は額に「仏」という字を、顔にはフランス国旗のような入れ墨をしている。典型的なチンピラの言動をしているが、実は党で一番強い。真の力を隠し続けて周りを油断させ、いずれは党を乗っ取るつもりだった。しかし吹雪に技を見切られ、自分の技の真髄を理解しないまま完敗した。後に足利学校の脱走者だったことが判明した。
赤沢常興（あかざわ つねおき）
小笠原家の副将。
赤沢新三郎（あかざわ しんざぶろう）
常興の弟。小笠原家の使役で、諏訪大社への供物返礼の使者として時行を貞宗の元へ連れていく。時行の素性を明かそうとする貞宗の策が失敗すると、自らは時行の帰路を襲撃するが、亜也子に投げ飛ばされた。中先代の乱で再登場した際もこの時の傷が癒えていないのか、顔に包帯を巻いていた。
清原信濃守（きよはら しなののかみ）
声 - 勝杏里
後醍醐天皇より新たに信濃国司に任ぜられた反北条派の公家。貞宗の上役。
自身の統治する信濃を「麻呂世界」と呼び、慣例を無視して領民に重税を課したり逆らう者を惨殺するなど、帝の威光を盾に理不尽な独裁を敷く。一方で、この世を変えようとする気概は本物であり、低い家格にもかかわらず後醍醐天皇から国司に抜擢された経歴を持つ。貞宗ら武士連中からは無能な味方扱いされるが、武士の戦の常識を知らないため独創的な発想力を持ち、新しい兵器や建造物を発明する才に秀でる、南北朝鬼ごっこ「火車鬼」。
1334年春、自身の悪政に激怒した保科弥三郎が蜂起すると追撃を命じるが、失策を重ねたことにより保科を取り逃がし、さらに吹雪に殺されかけたことで戦意を喪失する。京の帝に激励され、翌1335年3月には北信濃の抵抗勢力討伐のため自ら出陣し新兵器「戦闘神輿」に乗り戦場に混乱をもたらすものの、結局突破され逃げ帰る。帝から見放されるが、今度は尊氏の神力を注入され鬼に堕ちる。
中先代の乱では諏訪本軍を巨大な「戦車」と、弩を配備した私兵で迎え撃つ。自らは戦車の砲塔部に搭乗し、火車となった。兵装の欠点は領内から攫った奴隷を酷使することで克服しており、頼重や雫は清原の知略に感服すると同時に鬼に堕ちた彼を哀れんだ。頼重・時行による神力攻略の策が試みられ、策は成功し清原は保科に首を刎ねられる。
和田米丸（わだ よねまる）
声 - 武田幸史
清原信濃守配下の、国司領の番人を代々務める巨漢。内心では清原のことを見下しており、国司の権威と野心に乗じて信濃で成り上がることを目論んでいた。「声が大きい乱暴者の悪人」と人格面では散々な評価だが、それに見合うだけの武芸と強い統率力を持つ国司軍の要。
南北朝鬼ごっこ「熾燃鬼軍団」国衙近衛を率いて保科党と対立するが、保科党と連携した弧次郎によって討ち取られる。米丸の死によって、国司軍は弱体化を余儀なくされた。
村上信貞（むらかみ のぶさだ）
小笠原・市河と協力関係にある武士。

### 朝廷・公家
後醍醐天皇（ごだいごてんのう）
声 - 小松史法
足利高氏（尊氏）の協力を得て討幕を果たした天皇。普段は御簾で顔を隠し、眼光を御簾越しに光らせている。本来の顔は肖像画と同じく長い髭の持ち主。
劇中では彼が何か発言をすると、配下の公卿が「帝が○○と仰せだ！」と叫ぶのが定番となっている。
鎌倉幕府に代わって天皇と公家が再び天下を治めることを願っており、尊氏の功を称賛する。比類なき覇気とカリスマを備えた人物だが、能力が高すぎる故に凡人や弱者に対して配慮が及ばない欠点を持つ。鳴り物入りで開始した建武の新政は身内贔屓や現実に即さない政策から多くの武士達の不満を集め、一年と保たずに綻び始める。
中先代の乱が起こると、野心を持つ尊氏に釘を刺した上で時行征伐を命じる。だが尊氏に離反され、北朝の立ち上げによって王の座を追い落とされるが、吉野に逃亡し南朝を立ち上げる。
そのカリスマは足利尊氏と楠木正成を魅了し、特に尊氏の方は敵対しながらも帝への敬意を失っていない。また正成が評するところによると、御簾の奥から眼光を放つ今の帝は立場に縛られており、「逃げを捨てたために弱くなった」のだという。
石津の戦いで敗れた時行に面会、遊軍として自由行動を保証する綸旨を与える。自身に帰京の時間が残されていないことを嘆きながら崩御。
光明天皇（こうみょうてんのう）
朝敵にされた尊氏が擁立し、北朝の象徴として据えた天皇。
護良親王（もりよししんのう）
声 - 鈴木崚汰
後醍醐天皇の皇子。父譲りの利発聡明さと求心力を備え、武芸兵法まで極めた異色の皇子。
倒幕時は足利と協力していたが、父帝は親王よりも尊氏を重んじるようになる。親王もまた尊氏の危険性を察知し、排除を試みるも全て失敗に終わる。やがて政争に敗れ、鎌倉に幽閉されることになる。最終的に中先代の乱で足利直義が鎌倉防衛に失敗すると、尊氏からの指示に基づき直義配下の淵辺義博によって殺害される。
義良親王（のりよししんのう）
後醍醐天皇の七男。顕家が尊氏征討軍の象徴として奉じる。
宗良親王（むねよししんのう）
後醍醐天皇の四男。石津の戦いの後、信濃方面の宮として時行たちと行動を共にする。
西園寺公宗（さいおんじ きんむね）
代々北条氏と縁深く、幕府健在時は京と鎌倉のパイプ役として権勢を誇った大納言。
北条氏の滅亡により出世の道を絶たれたことから建武政権に不満を抱いており、北条泰家と共謀して後醍醐天皇の暗殺を計画。しかし弟の密告で計画は失敗し、捕らえられ処刑される。領地は没収され、後年足利氏によって金閣が建てられた。
千種忠顕（ちぐさ　ただあき）
後醍醐天皇の側近である公家。尊氏の謀反の際に後醍醐天皇護衛のため意気揚々と殿を務めるも、高師泰に首を刎ねられあっさりと戦死した。
坊門清忠（ぼうもん　きよただ）
声 - 越後屋コースケ
後醍醐天皇の側近の公家。鯰髭の中年男性。楠木正成の戦術書の編集に口を出しており、正成の下書きに「企画が弱い」という理由で没にしているらしく正成から不満を抱かれている。
1336年の戦いでも楠木正成の立案した戦術を帝の権威が落ちる危惧から却下しており、正成には内心で怒りの感情を向けられていた。
北畠親房（きたばたけ ちかふさ）
後醍醐天皇の側近の公家で、北畠顕家の父。時行を童蒙と呼ぶ。石津の戦い後に南朝の勢力回復のため、関東、奥州へ向けて大船団を出発させた。
北畠顕信（きたばたけ あきのぶ）
北畠顕家の弟。奥州へ向けて大船団で出発する。
四条（しじょう）
大納言の公家。後醍醐天皇からの要請で貴族の軍を率いて奥州軍に合流した。一目でポンコツと評される顔で、武力も皆無でそのくせ大納言の権威で顕家らに威張り散らかす無茶苦茶ぶりを見せた。

### 建武政権・南朝勢力

#### 奥州顕家軍
北畠顕家（きたばたけ あきいえ）
後醍醐天皇から奥州の統治を任された鎮守府大将軍。派手な化粧を施した、中性的で見目麗しい青年。
「規格外貴族」とも称される戦上手であり、特に弓の腕前は当代随一。1336年には弱冠19歳ながら神速の行軍で足利軍を蹴散らし、尊氏を一度九州に撤退させている。
武士を野蛮と見下すなど差別意識が強く、サディスティックな言葉責めを好む苛烈な性格。その根底にあるのは「生物には差も別もあるのだから、あるがままで結構」という信条であり、他者への敬意を言葉ではなく行動で示すことで、配下の奥州武士とも悪友のような関係を築いている。
1337年12月、伊豆の時行の下に後醍醐からの返書を携えて現れる。時行の胆力と覚悟を確かめた上で彼を認め、自軍へと迎え入れる。
石津の戦いで高師直軍を敗死寸前まで追い詰めるが、尊氏が乱入し討死する。
春日顕国（かすが あきくに）
顕家の執事を務める公家。戦況分析・戦術献策に優れる。
伊達行朝（だて ゆきとも）
奥州軍の戦闘指揮官。堅実だが影が薄くなりそうといわれて必死に否定していた。
結城宗広（ゆうき むねひろ）
奥州軍の一人。結城親朝、結城親光、保科弥三郎配下の三十郎の父。温和な顔立ちをした老将だが、重度の快楽殺人者という性癖を持つ。戦場においては七支刀「七度凌遅」を振るい、敵兵への拷問を趣味とする。一方で顕家に忠誠を誓っており、軍の兵糧を支えるために略奪のような汚れ仕事を行うことも厭わない。
伊勢の嵐の中で時行を矢から庇い、背中に矢傷を負う。致命傷となり、南朝の朝敵すべての首を捧げよと遺言し果てる。
南部師行（なんぶ もろゆき）
奥州軍の一人。北国訛りが酷く、常に通訳を介して話す。石津の戦いで乱入した尊氏に敗れる。
死の間際に、普通に話せるが奥州人に合わせて言葉を捨てたことを時行に語る。
新田徳寿丸（にった とくじゅまる）
新田義貞の三男。父と同様に褐色肌で、常に「?」を浮かべている。
無邪気な性格で、時行を「中先代殿」と呼び慕う。時行にとっては親の仇の子のため当初困惑されていたが、人懐っこい性格ですぐに打ち解け、兄弟のような間柄になる。
堀口貞満（ほりぐち さだみつ）
新田党。徳寿丸に付き従う。石津の戦いで徳寿丸を守るために高師泰に挑むも、一撃で斬り殺された。
畑時能（はたけ ときよし）
新田党。他人を動物に例えて話す。戦場では犬を使役する。
新田本隊に合流するため、顕家軍を離脱。新田義貞と共に討ち死にする。
宇都宮公綱（うつのみや きんつな）
奥州軍の一人。佇むだけで周囲を圧倒する老将だが、実際は耄碌していて重々しい雰囲気だけが先行する人物。
岸和田治氏（きしわだ　はるうじ）
南朝方の武将。河内弁で話す。石津の戦いで顕家の山車を使った戦術を見ていつか同じ祭りをしたいと考えていた。顔のモデルはキヨハラくん。

#### その他の武将
新田義貞（にった よしさだ）
上野国の御家人。浅黒い焼けた肌をした精悍な風貌の男。
後醍醐天皇と通じた尊氏に呼応し、尊氏の子を擁して鎌倉を制圧した実行犯。戦場では無双する豪傑だが、頭の横には常時「?」マークが浮かんでおり、家臣たちからは「何も理解していないのではないか」と不安視されている。
建武政権では足利に比べて冷遇されており、家臣の間では不満の声が絶えないものの、本人はさして気にしていない。
少数で行軍中に尊氏軍と戦闘になり、脳天に矢を受ける。だが凄まじい戦闘力を発揮し、相手方を全滅させたのち死亡。
楠木正成（くすのき まさしげ）
声 - 鈴村健一
後醍醐天皇の重臣。
小勢ながら巧みな軍略で鎌倉幕府の大軍を翻弄し、後醍醐天皇の天下取りの原動力となった「軍神」と評される武将。その本質は時行と同じ無類の逃げ上手であり、「逃げる事は生きる事」という信念を持つ。
平時は過剰なまでに腰が低く、常に変顔をしながらヘコヘコと頭を下げ続けている挙動不審な人物。しかし、その実は様々な角度から相手を見ることによって相手の情報を立体的に把握し、いつでも逃げられるようにするための予備動作である。
1335年に素性を隠しながら京に潜入した時行と偶然に出会い、逃げ上手という共通点に惹かれた彼から教えを乞われる。時行の正体を怪しみつつもあえて詮索はせず、自邸に招いて「弱者が強者に勝つ秘訣」を伝授した。時行らの尊氏暗殺に居合せ、失敗して撤退する彼らを助けた。このため高師直らからは襲撃の主犯と疑われ危険視されることとなる。
1336年には自身の献策を後醍醐天皇に却下され尊氏討伐の為出陣。湊川の戦いでは様々な策を弄して尊氏と一対一の状況を作り、ひた隠しにしていた武勇を発揮して圧倒するも、最後は尊氏の渾身の一刀を受け致命傷を負い戦死。死の間際で尊氏の人となりを見抜いた上で、自身の死を心から嘆き惜しむ姿を見せる尊氏と打ち解けながら穏やかな最期を遂げた。
楠木正行（くすのき まさつら）、楠木正時（まさとき）、楠木次郎左衛門（じろうざえもん）
正成の息子。正行の幼名は多門丸、正時の幼名は次郎。
正行と正時は母親に似た血気盛んな性格であるため、桜井駅で命を大切にするようにと時行を念頭に置いた正成から元服名を授けられた。
名和長年（なわ ながとし）、 結城親光（ゆうき ちかみつ）
後醍醐天皇の側近達。西園寺を捕らえに来た際に登場。名和長年は正成を破り京を再襲撃した尊氏軍に呑まれ死亡。結城親光は生死が描かれていない。
菊池武敏（きくち　たけとし）
九州に逃げ延びた足利尊氏を迎撃した後醍醐天皇派の武将。
多々良浜の戦いで3万の郎党を率いて千騎足らずの尊氏軍を迎え撃つも、尊氏の神力によって自軍の兵士が一斉に降伏したことで呆気なく敗北した。
井伊行直（いい ゆきなお）
南朝方の武将。宗良親王を井伊谷に迎え入れる。頭が非常に大きい。

### 市井の人々
五郎正宗（ごろう まさむね）
鎌倉に鍛冶場を構える刀工。刀匠として頂点を極め、名の知らぬ武士はいないほど名声が高い。工房が時行の逃げ場所だった縁から時行とも親しく、彼を「時坊」と呼ぶ。
現在は普通の刀に飽き足らず、奇抜な武器を作ることに執着している。一目で他人の長所を見抜く観察眼を持ち、「誰が使っても無敵になれる刀などない」という持論から依頼人の適性に合わせた武器の作成を得意とする。
吉田兼好（よしだ けんこう）
「徒然草」の作者としても知られる文筆家。北条氏を始めとした時の権力者と繋がりを持ち、時行とも顔見知りの仲。
夢窓疎石（むそう そせき）
直義の政治指南役を務めた僧。南北朝どちらにも繋がりを持ち、覚海尼を通じて時行が南朝へ帰順する密書を届ける仲介を行う。
文観（もんかん）
後醍醐天皇の側近の叡智な僧。吉野朝廷編がカットされたため単行本のおまけのみ登場。

## 用語・設定
南北朝鬼ごっこ
時行と、彼の命を狙い迫り来る者との生死を賭けた攻防戦を鬼ごっこと称している。鬼に見立てられた者はそれぞれ伝説上の鬼の名前が冠され、異形のイメージで描かれる演出がなされる。
神力（しんりき）
武力や知力では測れない不思議な力。頼重の未来予知や諏訪湖の御神渡りなどもこの力によるもの。
人の目が届かない領域にのみ存在できる力であり、文明の発達に伴い人の力が強まるほど、相対的に弱まっていく。南北朝時代は人と不思議が共存した最後の時代とされる。
本来は神力の弱体化に比例して神力が日本全土に分散する形で国内の人間に供給される筈だが、現在は本来日本中に行き渡るべき神力が足利尊氏1人に一極集中している状態となっており、頼重によれば仮に尊氏が天下を取った場合日本における人類の発展は停滞してしまうと危惧されている。

## 系図
登場人物に関連する北条氏の系図
|  |  |          |          |          |          |          |          |  |  |                  |                  |                  |                  |                  |                  |  |  |                  |                  |                  |                  |                  |                  |  |  |                |                |                |                |                |                |  |  |              |              |              |              |              |              |  |  |              |          |          |          |          |          |  |  |                |            |            |            |            |            |  |  |          |  |  |  |  |  |  |  |
|  |  | 源頼朝   | 源頼朝   | 源頼朝   | 源頼朝   | 源頼朝   | 源頼朝   |  |  |                  |                  |                  |                  |                  |                  |  |  |                  |                  |                  |                  |                  |                  |  |  |                |                |                |                |                |                |  |  |              |              |              |              |              |              |  |  |              |          |          |          |          |          |  |  | 五大院宗繁     | 五大院宗繁 | 五大院宗繁 | 五大院宗繁 | 五大院宗繁 | 五大院宗繁 |  |  |          |  |  |  |  |  |  |  |
|  |  | 源頼朝   | 源頼朝   | 源頼朝   | 源頼朝   | 源頼朝   | 源頼朝   |  |  |                  |                  |                  |                  |                  |                  |  |  |                  |                  |                  |                  |                  |                  |  |  |                |                |                |                |                |                |  |  |              |              |              |              |              |              |  |  |              |          |          |          |          |          |  |  | 五大院宗繁     | 五大院宗繁 | 五大院宗繁 | 五大院宗繁 | 五大院宗繁 | 五大院宗繁 |  |  |          |  |  |  |  |  |  |  |
|  |  |          |          |          |          |          |          |  |  |                  |                  |                  |                  |                  |                  |  |  |                  |                  |                  |                  |                  |                  |  |  |                |                |                |                |                |                |  |  |              |              |              |              |              |              |  |  |              |          |          |          |          |          |  |  |                |            |            |            |            |            |  |  |          |  |  |  |  |  |  |  |
|  |  | 北条政子 | 北条政子 | 北条政子 | 北条政子 | 北条政子 | 北条政子 |  |  |                  |                  |                  |                  |                  |                  |  |  |                  |                  |                  |                  |                  |                  |  |  |                |                |                |                |                |                |  |  |              |              |              |              |              |              |  |  |              |          |          |          |          |          |  |  | 常葉前         | 常葉前     | 常葉前     | 常葉前     | 常葉前     | 常葉前     |  |  |          |  |  |  |  |  |  |  |
|  |  | 北条政子 | 北条政子 | 北条政子 | 北条政子 | 北条政子 | 北条政子 |  |  |                  |                  |                  |                  |                  |                  |  |  |                  |                  |                  |                  |                  |                  |  |  |                |                |                |                |                |                |  |  |              |              |              |              |              |              |  |  |              |          |          |          |          |          |  |  | 常葉前         | 常葉前     | 常葉前     | 常葉前     | 常葉前     | 常葉前     |  |  |          |  |  |  |  |  |  |  |
|  |  |          |          |          |          |          |          |  |  |                  |                  |                  |                  |                  |                  |  |  |                  |                  |                  |                  |                  |                  |  |  |                |                |                |                |                |                |  |  |              |              |              |              |              |              |  |  |              |          |          |          |          |          |  |  |                |            |            |            |            |            |  |  | 北条邦時 |  |  |  |  |  |  |  |
|  |  |          |          |          |          |          |          |  |  |                  |                  |                  |                  |                  |                  |  |  |                  |                  |                  |                  |                  |                  |  |  |                |                |                |                |                |                |  |  |              |              |              |              |              |              |  |  |              |          |          |          |          |          |  |  |                |            |            |            |            |            |  |  |          |  |  |  |  |  |  |  |
|  |  | 北条義時 | 北条義時 | 北条義時 | 北条義時 | 北条義時 | 北条義時 |  |  | 北条泰時         | 北条泰時         | 北条泰時         | 北条泰時         | 北条泰時         | 北条泰時         |  |  | （高時の高祖父） | （高時の高祖父） | （高時の高祖父） | （高時の高祖父） | （高時の高祖父） | （高時の高祖父） |  |  | 北条時頼       | 北条時頼       | 北条時頼       | 北条時頼       | 北条時頼       | 北条時頼       |  |  | 北条時宗     | 北条時宗     | 北条時宗     | 北条時宗     | 北条時宗     | 北条時宗     |  |  | 北条貞時     | 北条貞時 | 北条貞時 | 北条貞時 | 北条貞時 | 北条貞時 |  |  | 北条高時       | 北条高時   | 北条高時   | 北条高時   | 北条高時   | 北条高時   |  |  |          |  |  |  |  |  |  |  |
|  |  | 北条義時 | 北条義時 | 北条義時 | 北条義時 | 北条義時 | 北条義時 |  |  | 北条泰時         | 北条泰時         | 北条泰時         | 北条泰時         | 北条泰時         | 北条泰時         |  |  | （高時の高祖父） | （高時の高祖父） | （高時の高祖父） | （高時の高祖父） | （高時の高祖父） | （高時の高祖父） |  |  | 北条時頼       | 北条時頼       | 北条時頼       | 北条時頼       | 北条時頼       | 北条時頼       |  |  | 北条時宗     | 北条時宗     | 北条時宗     | 北条時宗     | 北条時宗     | 北条時宗     |  |  | 北条貞時     | 北条貞時 | 北条貞時 | 北条貞時 | 北条貞時 | 北条貞時 |  |  | 北条高時       | 北条高時   | 北条高時   | 北条高時   | 北条高時   | 北条高時   |  |  |          |  |  |  |  |  |  |  |
|  |  |          |          |          |          |          |          |  |  |                  |                  |                  |                  |                  |                  |  |  |                  |                  |                  |                  |                  |                  |  |  |                |                |                |                |                |                |  |  |              |              |              |              |              |              |  |  |              |          |          |          |          |          |  |  |                |            |            |            |            |            |  |  | 北条時行 |  |  |  |  |  |  |  |
|  |  |          |          |          |          |          |          |  |  |                  |                  |                  |                  |                  |                  |  |  |                  |                  |                  |                  |                  |                  |  |  |                |                |                |                |                |                |  |  |              |              |              |              |              |              |  |  |              |          |          |          |          |          |  |  |                |            |            |            |            |            |  |  |          |  |  |  |  |  |  |  |
|  |  |          |          |          |          |          |          |  |  |                  |                  |                  |                  |                  |                  |  |  |                  |                  |                  |                  |                  |                  |  |  |                |                |                |                |                |                |  |  |              |              |              |              |              |              |  |  |              |          |          |          |          |          |  |  | （高時の正室） |            |            |            |            |            |  |  |          |  |  |  |  |  |  |  |
|  |  |          |          |          |          |          |          |  |  |                  |                  |                  |                  |                  |                  |  |  |                  |                  |                  |                  |                  |                  |  |  |                |                |                |                |                |                |  |  |              |              |              |              |              |              |  |  |              |          |          |          |          |          |  |  |                |            |            |            |            |            |  |  |          |  |  |  |  |  |  |  |
|  |  |          |          |          |          |          |          |  |  |                  |                  |                  |                  |                  |                  |  |  |                  |                  |                  |                  |                  |                  |  |  |                |                |                |                |                |                |  |  |              |              |              |              |              |              |  |  |              |          |          |          |          |          |  |  | 北条泰家       |            |            |            |            |            |  |  |          |  |  |  |  |  |  |  |
|  |  |          |          |          |          |          |          |  |  |                  |                  |                  |                  |                  |                  |  |  |                  |                  |                  |                  |                  |                  |  |  |                |                |                |                |                |                |  |  |              |              |              |              |              |              |  |  |              |          |          |          |          |          |  |  |                |            |            |            |            |            |  |  |          |  |  |  |  |  |  |  |
|  |  |          |          |          |          |          |          |  |  | （高家の高祖父） | （高家の高祖父） | （高家の高祖父） | （高家の高祖父） | （高家の高祖父） | （高家の高祖父） |  |  | （高家の曾祖父） | （高家の曾祖父） | （高家の曾祖父） | （高家の曾祖父） | （高家の曾祖父） | （高家の曾祖父） |  |  | （高家の祖父） | （高家の祖父） | （高家の祖父） | （高家の祖父） | （高家の祖父） | （高家の祖父） |  |  | （高家の父） | （高家の父） | （高家の父） | （高家の父） | （高家の父） | （高家の父） |  |  | 名越高家     | 名越高家 | 名越高家 | 名越高家 | 名越高家 | 名越高家 |  |  |                |            |            |            |            |            |  |  |          |  |  |  |  |  |  |  |
|  |  |          |          |          |          |          |          |  |  | （高家の高祖父） | （高家の高祖父） | （高家の高祖父） | （高家の高祖父） | （高家の高祖父） | （高家の高祖父） |  |  | （高家の曾祖父） | （高家の曾祖父） | （高家の曾祖父） | （高家の曾祖父） | （高家の曾祖父） | （高家の曾祖父） |  |  | （高家の祖父） | （高家の祖父） | （高家の祖父） | （高家の祖父） | （高家の祖父） | （高家の祖父） |  |  | （高家の父） | （高家の父） | （高家の父） | （高家の父） | （高家の父） | （高家の父） |  |  | 名越高家     | 名越高家 | 名越高家 | 名越高家 | 名越高家 | 名越高家 |  |  |                |            |            |            |            |            |  |  |          |  |  |  |  |  |  |  |
|  |  |          |          |          |          |          |          |  |  |                  |                  |                  |                  |                  |                  |  |  |                  |                  |                  |                  |                  |                  |  |  |                |                |                |                |                |                |  |  |              |              |              |              |              |              |  |  |              |          |          |          |          |          |  |  |                |            |            |            |            |            |  |  |          |  |  |  |  |  |  |  |
|  |  |          |          |          |          |          |          |  |  | （守時の高祖父） | （守時の高祖父） | （守時の高祖父） | （守時の高祖父） | （守時の高祖父） | （守時の高祖父） |  |  | （守時の曾祖父） | （守時の曾祖父） | （守時の曾祖父） | （守時の曾祖父） | （守時の曾祖父） | （守時の曾祖父） |  |  | （守時の祖父） | （守時の祖父） | （守時の祖父） | （守時の祖父） | （守時の祖父） | （守時の祖父） |  |  | （守時の父） | （守時の父） | （守時の父） | （守時の父） | （守時の父） | （守時の父） |  |  | 北条守時     | 北条守時 | 北条守時 | 北条守時 | 北条守時 | 北条守時 |  |  |                |            |            |            |            |            |  |  |          |  |  |  |  |  |  |  |
|  |  |          |          |          |          |          |          |  |  | （守時の高祖父） | （守時の高祖父） | （守時の高祖父） | （守時の高祖父） | （守時の高祖父） | （守時の高祖父） |  |  | （守時の曾祖父） | （守時の曾祖父） | （守時の曾祖父） | （守時の曾祖父） | （守時の曾祖父） | （守時の曾祖父） |  |  | （守時の祖父） | （守時の祖父） | （守時の祖父） | （守時の祖父） | （守時の祖父） | （守時の祖父） |  |  | （守時の父） | （守時の父） | （守時の父） | （守時の父） | （守時の父） | （守時の父） |  |  | 北条守時     | 北条守時 | 北条守時 | 北条守時 | 北条守時 | 北条守時 |  |  |                |            |            |            |            |            |  |  |          |  |  |  |  |  |  |  |
|  |  |          |          |          |          |          |          |  |  |                  |                  |                  |                  |                  |                  |  |  |                  |                  |                  |                  |                  |                  |  |  |                |                |                |                |                |                |  |  |              |              |              |              |              |              |  |  |              |          |          |          |          |          |  |  |                |            |            |            |            |            |  |  |          |  |  |  |  |  |  |  |
|  |  |          |          |          |          |          |          |  |  |                  |                  |                  |                  |                  |                  |  |  |                  |                  |                  |                  |                  |                  |  |  |                |                |                |                |                |                |  |  |              |              |              |              |              |              |  |  | （守時の妹） |          |          |          |          |          |  |  |                |            |            |            |            |            |  |  |          |  |  |  |  |  |  |  |
|  |  |          |          |          |          |          |          |  |  |                  |                  |                  |                  |                  |                  |  |  |                  |                  |                  |                  |                  |                  |  |  |                |                |                |                |                |                |  |  |              |              |              |              |              |              |  |  |              |          |          |          |          |          |  |  |                |            |            |            |            |            |  |  |          |  |  |  |  |  |  |  |
|  |  |          |          |          |          |          |          |  |  |                  |                  |                  |                  |                  |                  |  |  |                  |                  |                  |                  |                  |                  |  |  |                |                |                |                |                |                |  |  |              |              |              |              |              |              |  |  |              |          |          |          |          |          |  |  |                |            |            |            |            |            |  |  |          |  |  |  |  |  |  |  |
|  |  |          |          |          |          |          |          |  |  |                  |                  |                  |                  |                  |                  |  |  |                  |                  |                  |                  |                  |                  |  |  |                |                |                |                |                |                |  |  |              |              |              |              |              |              |  |  | 足利高氏     |          |          |          |          |          |  |  |                |            |            |            |            |            |  |  |          |  |  |  |  |  |  |  |
|  |  |          |          |          |          |          |          |  |  |                  |                  |                  |                  |                  |                  |  |  |                  |                  |                  |                  |                  |                  |  |  |                |                |                |                |                |                |  |  |              |              |              |              |              |              |  |  |              |          |          |          |          |          |  |  |                |            |            |            |            |            |  |  |          |  |  |  |  |  |  |  |

- 赤地に太字が主人公、緑地が鎌倉幕府の歴代執権である。
- 本作に登場した人物のみ人名を表記し、未登場の人物は人名を表記せず括弧で記載した。
- 係累縁者が多数に上るため、本作に登場した人物とそれに関連する北条氏の男系の系図のみを記載した。そのため、母方の系図は省略している。
- 名越高家は、「北条高家」と表記されることも多いが、第1話での表記に準拠し「名越高家」と記載した。
- 足利高氏は、倒幕後に「足利尊氏」と改名する[注 1]。
- 源頼朝、北条政子、常葉前は、『週刊少年ジャンプ』54巻7号（2021年9号）に第2話とともに掲載された「解説上手の若君」の「図解！ 北条家系図」にて人名が明記されたため記載した[20]。
- 北条時頼、北条時宗、北条貞時は、『週刊少年ジャンプ』54巻9号（2021年11号）に第4話とともに掲載された「解説上手の若君」の「南北朝鬼ごっこ列伝その壱――五大院宗繁」にて人名が明記されたため記載した[37]。

## 書誌情報
- 松井優征 『逃げ上手の若君』 集英社〈ジャンプ コミックス〉、既刊21巻（2025年7月4日現在）
  1. 「滅亡1333」2021年7月2日発売[38]、ISBN 978-4-08-882710-0
  2. 「小笠原1333」2021年8月4日発売[39]、ISBN 978-4-08-882734-6
  3. 「悪党1334」2021年11月4日発売[40]、ISBN 978-4-08-882793-3
  4. 「生きたがり1334」2022年1月4日発売[41]、ISBN 978-4-08-883010-0
  5. 「問答1334」2022年4月4日発売[42]、ISBN 978-4-08-883073-5
  6. 「京1335」2022年6月3日発売[43]、ISBN 978-4-08-883184-8
  7. 「中先代1335」2022年8月4日発売[44]、ISBN 978-4-08-883198-5
  8. 「名乗り1335」2022年11月4日発売[45]、ISBN 978-4-08-883291-3
  9. 「女影原1335」2023年1月4日発売[46]、ISBN 978-4-08-883423-8
  10. 「ダービー1335」2023年4月4日発売[47]、ISBN 978-4-08-883438-2
  11. 「鎌倉1335」2023年6月2日発売[48]、ISBN 978-4-08-883561-7
  12. 「天下人1335」2023年9月4日発売[49]、ISBN 978-4-08-883635-5
  13. 「逃げ上手1335」2023年11月2日発売[50]、ISBN 978-4-08-883693-5
  14. 「公家の戦1337」2024年2月2日発売[51]、ISBN 978-4-08-883823-6
  15. 「斯波家長1337」2024年4月4日発売[52]、ISBN 978-4-08-883883-0
  16. 「バグ1338」2024年7月4日発売[53]、ISBN 978-4-08-884111-3
  17. 「土岐頼遠1338」2024年9月4日発売[54]、ISBN 978-4-08-884168-7
  18. 「執事1338」2024年12月4日発売[55]、ISBN 978-4-08-884285-1
  19. 「百花繚乱1338」2025年2月4日発売[56]、ISBN 978-4-08-884395-7
  20. 「神代の終わり1338」2025年2月4日発売[57]、ISBN 978-4-08-884514-2
  21. 「小笠原真宗1340」2025年7月4日発売[58]、ISBN 978-4-08-884569-2

## ボイスコミック
集英社によるデジタルコンテンツ「ボイスコミック」として、YouTubeのジャンプチャンネルにて2021年2月8日以降より順次配信。

## テレビアニメ
第1期が2024年7月から9月までTOKYO MXほかにて放送された。同年10月に第2期の制作が発表されている。ナレーションは松田颯水。

### スタッフ
- 原作 - 松井優征[25]
- 監督 - 山﨑雄太[25]
- シリーズ構成 - 冨田頼子[25]
- キャラクターデザイン・総作画監督 - 西谷泰史[25]
- 副監督 - 川上雄介[61]
- プロップデザイン - よごいぬ[61]
- サブキャラクターデザイン - 高橋沙妃[61]
- 色彩設計 - 中島和子[61]
- 美術監督 - 小島あゆみ[61]
- 美術設定 - taracod、takao[61]
- 建築考証 - 鴎利一[61]
- タイポグラフィ - 濱祐斗[61]
- 特殊効果 - 入佐芽詠美[61]
- 撮影監督 - 佐久間悠也[61]
- CGディレクター - 有沢包三、宮地克明[61]
- 編集 - 平木大輔[61]
- 音響監督 - 藤田亜紀子[61]
- 音響効果 - 三井友和[61]
- 音楽 - GEMBI、立山秋航[61]
- 音楽プロデューサー - 山内真治
- 音楽ディレクター - 安谷屋光生、吉原杏菜
- 音楽制作 - アニプレックス
- チーフプロデューサー - 中山信宏
- プロデューサー - 松本美穂、根本愛菜、長嶺利江子、大和田智之、福島祐一
- アニメーションプロデューサー - 梅原翔太
- 制作 - CloverWorks[25]
- 製作 - 逃げ上手の若君製作委員会（アニプレックス、集英社、TOKYO MX、BS11、CloverWorks）

### 主題歌
「プランA」
DISH//による第1期オープニングテーマ。作詞は北村匠海、作曲はDISH//、編曲は新井弘毅。
「鎌倉STYLE」
ぼっちぼろまるによる第1期エンディングテーマ。作詞・作曲・編曲はぼっちぼろまる。

### 各話リスト
| 第一回   | 5月22日                            | 冨田頼子 | 山﨑雄太   | 山﨑雄太   | 西谷泰史                                                                                                | 2024年 7月6日 |
| 第二回   | やさしいおじさん                   | 冨田頼子 | 川上雄介   | 川上雄介   | 伊藤優希                                                                                                | 7月13日       |
| 第三回   | 神の住む森                         | 冨田頼子 | 舟窪理治   | 舟窪理治   | 宮内崇 三輪修平                                                                                         | 7月20日       |
| 第四回   | 貞宗登場！                         | 枦山大   | 小室裕一郎 | 小室裕一郎 | 冨田真理                                                                                                | 7月27日       |
| 第五回   | 決着！犬追物、そして…              | 山崎莉乃 | 倉田綾子   | 倉田綾子   | 吉野彰敏                                                                                                | 8月3日        |
| 第六回   | 盗め綸旨、小笠原館の夜             | 山崎莉乃 | 菊地陽子   | 菊地陽子   | Nogya                                                                                                   | 8月10日       |
| 第七回   | 冬の子供たち                       | 冨田頼子 | 小室裕一郎 | 友田康     | やまだまや 吳亭頣 黄鄧依姍 日堯 劉玟萓 李育蓁                                                           | 8月17日       |
| 第八回   | かくれんぼ戦争                     | 枦山大   | 川上雄介   | 川上雄介   | 鈴木咲花 伊藤優希                                                                                       | 8月24日       |
| 第九回   | わたしの仏様                       | 枦山大   | 今井有文   | 今井有文   | コーコラン健太 永山歩美 冨田真理                                                                        | 8月31日       |
| 第十回   | 変態稚児と神力騒動                 | 冨田頼子 | 舟窪理治   | 舟窪理治   | 高橋沙妃 Nogya 三輪修平 高野綾 やまだまや 進藤麻耶 冨田真理 有間涼太 宮内崇                             | 9月14日       |
| 第十一回 | 死にたがりと逃げ上手               | 山崎莉乃 | 平峯義大   | 平峯義大   | 谷本馨 吉野彰敏                                                                                         | 9月21日       |
| 第十二回 | がんばれ時行、鎌倉奪還のその日まで | 山崎莉乃 | 山﨑雄太   | 由井翠     | コーコラン健太 高橋沙妃 進藤麻耶 宮内崇 三輪修平 冨田真理 h.s 永山歩美 有間涼太 Nogya 高野綾 やまだまや | 9月28日       |

### 放送局
| 放送期間                 | 放送時間                     | 放送局             | 対象地域       | 備考                             |
| ------------------------ | ---------------------------- | ------------------ | -------------- | -------------------------------- |
| 2024年7月6日 - 9月28日   | 土曜 23:30 - 日曜 0:00       | TOKYO MX           | 東京都         | 製作参加                         |
|                          |                              | BS11               | 日本全域       | 製作参加 / BS放送 / 『ANIME+』枠 |
|                          |                              | とちぎテレビ       | 栃木県         |                                  |
|                          |                              | 群馬テレビ         | 群馬県         |                                  |
| 2024年7月7日 - 9月29日   | 日曜 2:08 - 2:38（土曜深夜） | 毎日放送           | 近畿広域圏     | 『アニメシャワー』第1部          |
| 2024年7月10日 - 10月2日  | 水曜 1:58 - 2:28（火曜深夜） | RKB毎日放送        | 福岡県         |                                  |
| 2024年7月11日 - 10月3日  | 木曜 1:18 - 1:48（水曜深夜） | 長崎文化放送       | 長崎県         | 『あに。』枠                     |
|                          | 木曜 1:26 - 1:56（水曜深夜） | 宮崎放送           | 宮崎県         |                                  |
|                          | 木曜 1:50 - 2:20（水曜深夜） | 愛媛朝日テレビ     | 愛媛県         |                                  |
|                          | 木曜 1:55 - 2:25（水曜深夜） | 北海道テレビ       | 北海道         | 『アニメな時間』枠               |
|                          | 木曜 1:59 - 2:29（水曜深夜） | テレビ新潟         | 新潟県         |                                  |
|                          |                              | 中京テレビ         | 中京広域圏     |                                  |
|                          | 木曜 2:00 - 2:30（水曜深夜） | 北陸放送           | 石川県         |                                  |
|                          | 木曜 2:15 - 2:45（水曜深夜） | 静岡放送           | 静岡県         | 『スーパーアニメ6区』枠          |
|                          | 木曜 2:25 - 2:55（水曜深夜） | 大分放送           | 大分県         |                                  |
|                          | 木曜 2:28 - 2:58（水曜深夜） | IBC岩手放送        | 岩手県         |                                  |
| 2024年7月12日 - 10月4日  | 金曜 0:59 - 1:29（木曜深夜） | テレビユー福島     | 福島県         |                                  |
|                          | 金曜 1:20 - 1:50（木曜深夜） | 鹿児島放送         | 鹿児島県       |                                  |
|                          |                              | 琉球朝日放送       | 沖縄県         |                                  |
|                          | 金曜 1:25 - 1:55（木曜深夜） | さくらんぼテレビ   | 山形県         |                                  |
|                          | 金曜 1:31 - 2:01（木曜深夜） | 東日本放送         | 宮城県         |                                  |
|                          | 金曜 1:42 - 2:12（木曜深夜） | 信越放送           | 長野県         |                                  |
|                          | 金曜 1:50 - 2:20（木曜深夜） | 秋田朝日放送       | 秋田県         |                                  |
|                          | 金曜 1:54 - 2:24（木曜深夜） | 青森放送           | 青森県         |                                  |
|                          | 金曜 1:55 - 2:25（木曜深夜） | RSK山陽放送        | 岡山県・香川県 |                                  |
|                          | 金曜 1:59 - 2:29（木曜深夜） | 広島テレビ         | 広島県         |                                  |
|                          | 金曜 2:00 - 2:30（木曜深夜） | テレビ山口         | 山口県         |                                  |
| 2024年7月13日 - 10月5日  | 土曜 1:53 - 2:23（金曜深夜） | チューリップテレビ | 富山県         |                                  |
|                          |                              | 熊本放送           | 熊本県         |                                  |
|                          | 土曜 2:55 - 3:25（金曜深夜） | テレビ山梨         | 山梨県         |                                  |
| 2024年7月27日 - 10月12日 | 土曜 20:30 - 21:00           | アニマックス       | 日本全域       | BS/CS放送 / リピート放送あり     |

| 配信開始日   | 配信時間                   | 配信サイト |
| ------------ | -------------------------- | --- |
| 2024年7月7日 | 日曜 0:00（土曜深夜） 更新 | Prime Video |
| 2024年7月9日 | 火曜 12:00 以降順次更新    | dアニメストア （本店・for Prime Video） FOD ABEMA U-NEXT アニメ放題 バンダイチャンネル Hulu Lemino Netflix TELASA （見放題プラン） J:COM STREAM （見放題） auスマートパスプレミアム milplus見放題パックプライム DMM TV WOWOWオンデマンド アニメタイムズ Disney+ |

### BD / DVD
| 巻 | 発売日         | 収録話          | 規格品番      | 規格品番      |
| 巻 | 発売日         | 収録話          | BD限定版      | DVD限定版     |
| -- | -------------- | --------------- | ------------- | ------------- |
| 1  | 2024年9月25日  | 第1話 - 第2話   | ANZX-17561/2  | ANZB-17561/2  |
| 2  | 2024年10月30日 | 第3話 - 第4話   | ANZX-17563/4  | ANZB-17563/4  |
| 3  | 2024年11月27日 | 第5話 - 第6話   | ANZX-17565/6  | ANZB-17565/6  |
| 4  | 2024年12月25日 | 第7話 - 第8話   | ANZX-17567/8  | ANZB-17567/8  |
| 5  | 2025年1月29日  | 第9話 - 第10話  | ANZX-17569/70 | ANZB-17569/70 |
| 6  | 2025年2月26日  | 第11話 - 第12話 | ANZX-17571/2  | ANZB-17571/2  |

### WEBラジオ
北条時行役の結川あさきと雫役の矢野妃菜喜によるWebラジオ『ラジオ上手の若君』が、2024年7月3日から音泉にて配信が開始された。